# Sede INAIL (Prato)
La Sede INAIL di Prato si trova in piazza Europa 3 e rappresenta un'interessante architettura moderna delle città.
Venne realizzata nel 1952/4 su progetto dell'architetto Raffaello Fagnoni. L'edificio occupa un intero quadrante della piazza ad emiciclo posta in asse alla stazione ferroviaria cittadina e collegata ad essa dal ponte sul Bisenzio.
La configurazione del lotto, a settore di corona circolare, genera un impianto planimetrico articolato risultante dalla sommatoria di più corpi. Il blocco principale di quattro piani fuori terra, presenta un fronte convesso come una quinta prospettica sulla piazza. Alle estremità si prolunga lungo le due vie che convergono alla piazza, assecondando l'andamento del lotto. Sul retro una serie di corpi minori a un piano si innestano a pettine al blocco principale. All'articolazione dei volumi esterni corrisponde internamente una distribuzione di funzioni diverse.
l carattere più importante dell’edificio INAIL, che mostra meglio il contrasto con il successivo degrado della cultura architettonica a Prato e non solo, è la capacità di adeguarsi alla struttura urbana, senza impoverirsi, ma anzi traendo dai vincoli urbanistici elementi di qualità e ricchezza compositiva. L’edificio sorge infatti sull’emiciclo di una piazza pianificata, secondo modelli urbanisticamente sorpassati, nel primo dopoguerra per fare da terminale al nuovo ponte della Vittoria; dopo decenni, negli anni’50, il nuovo edificio si adeguò alla sistemazione di stampo ottocentesco, senza rinunciare al suo carattere moderno.
Il lotto si configura dunque come un settore di corona circolare, ma l’impianto planimetrico pur assecondando l’andamento dell’isolato, è molto articolato. Il corpo principale presenta sulla piazza un fronte curvo di quattro piani caratterizzato dal rivestimento in laterizio e segnato dalla presenza di lesene in cemento e fasce marcapiano che individuano i telai strutturali e inquadrano le ampie aperture.
Ai lati si sviluppano due ali convergenti anch’essi a quattro piani; sul retro (Via Cimabue) completano il complesso edilizio alcuni corpi bassi a copertura piana innestati sul blocco principale a formare piccoli cortili interni. All’articolazione dei volumi corrisponde una varietà di funzioni diverse: infatti oltre agli uffici dell’INAIL sono presenti attività commerciali, uffici e ambulatori medici, abitazioni, attività artigianali.
Gli uffici dell'Inail occupano propriamente il blocco centrale con accesso da piazza Europa. Il piano terra ospita attività commerciali di vario genere, uffici e ambulatori medici, i tre piani soprastanti sono destinati a residenza, mentre il piano interrato è adibito ad autorimesse e officine per riparazioni meccaniche.
La tessitura continua in laterizio del rivestimento esterno è scandita dalla presenza di lesene e fasce marcapiano che inquadrano la trama delle aperture evidenziate da stipiti e davanzali in travertino.